# Pilar García Muñiz
Pilar García Muñiz (Madrid, Comunitat de Madrid, Espanya, 21 març de 1974) és una periodista espanyola. És llicenciada en Ciències de la Informació, branca Periodisme, per la Universitat Complutense de Madrid. Va començar a treballar en el món del periodisme el 1992, alhora que començava els seus estudis a la Facultat.

## Trajectòria professional
Va col·laborar en diferents mitjans de comunicació locals fins que el 1996 es va incorporar a Canal 7 TV, on va treballar com a redactora i presentadora de diversos programes d'entreteniment.
Posteriorment, el 1998 es va incorporar a Xarxa 2000, canal de Via Digital dedicat a les noves tecnologies. Allí va fer tasques de presentadora i redactora.
El seu primer contacte amb TVE va ser el 1999 quan es va incorporar a Canal 24 Hores on va treballar com a presentadora d'informatius. A l'octubre de 2003 va passar a formar part de la redacció dels SS.II. de TVE, en el grup de reporters i enviats especials.
El 16 de gener de 2004 va passar a presentar el Telediario al costat de José Ribagorda, posat en el qual va romandre fins a agost d'aquest mateix any.
A més a TVE ha presentat Informe Semanal durant dos anys, en la temporada estival, substituint Baltasar Magre i també programes especials amb motiu de les eleccions municipals i autonòmiques.
Des del 6 de juliol de 2005 va conduir l'espai informatiu diari España Directo, fins a la seva fi el 30 de juny del 2011 després de gairebé 1750 programes, es va acomiadar així: "Després de 6 anys els diria moltíssimes coses. hem compartit amb tots vosaltres l'actualitat però també centenars d'històries que ens han interessat, ens han sorprès, ens han divertit i, a més, ens han emocionat. Gràcies per acompanyar-nos. Sempre ens hem acomiadat amb la millor dels somriures, avui també i, a més, desitjant-los que siguin molt feliços ".
El 2009, 2010, 2011 i 2012 va presentar també els especials de Sanfermines a TVE, el Chupinazo i la tancada; tots els dies entre el 6 i el 14 de juliol en directe des de Pamplona.
Des del 12 de setembre de 2011 fins al 29 de juny de 2012 va estar al capdavant de la versió diària del programa + Gente al costat a José Ángel Leiras. Des de setembre de 2012 fins a juliol de 2013 es posa al capdavant del programa de tertúlia política El debate de La 1  en substitució de María Casado, compaginant-ho amb la conducció dels informatius diaris del Canal 24 horas, i substituïa Ana Blanco quan aquesta no estava al capdavant del Telediario 1. Des de l'agost del 2013 s'encarrega de presentar el Telediario 1 amb Sergio Sauca en els esports.